# 数学♥女子学園
『数学♥女子学園』（すうがくじょしがくえん）は、日本テレビで2012年1月11日から2012年3月28日まで毎週水曜日 24:59 - 25:29（JST）に放送されたテレビドラマ。略称は数女。
モーニング娘。の田中れいなと道重さゆみがダブル主演を務め、モベキマスを中心にハロー!プロジェクトのメンバーが多数出演する（唯一メンバー全員が出演しているグループは℃-uteのみ）。

## あらすじ
「私立町田数学専門高等学校」では「数学番長」の称号を目指して「ニーナ」と「さゆり」ら女子高生たちが数学バトルを繰り広げていた。そんな学校に手続き上のミスで、数学には全く興味のない男子生徒「一樹」がやって来る。

## キャスト
括弧内は出演者が所属するグループ名（放送当時）。

### 主要人物
町田 ニーナ - 田中れいな（モーニング娘。）
2年A組の生徒。自由奔放・天真爛漫な性格で破天荒な行動が目立つが、数学に関しては天才的。福岡育ちのため博多弁を話す。行方不明の姉を探している。数学バトルに勝利した際の決め台詞は「サイン・コサイン・明太子」。一樹のことを召使い扱いし、パシリに走らせるなどこき使っている。
立川 さゆり - 道重さゆみ（モーニング娘。）
2年A組の生徒。ニーナをライバル視しているクラスメイト。自分になびかない一樹やライバル視しているニーナを罠に陥れようとし、ニーナに数学バトルを仕掛けるが敗れてしまう。それからはニーナの数学力に魅了され、彼女のことを「ニーナ様」と呼んで慕うと同時に仲間になる。強いものが好き。Bカップ。
佐藤 一樹 - 桜田通
2年A組の生徒。手続きミスにより数学専門高等学校に転入してしまう。数学が大の苦手で、中1レベルの問題すら解けない。ニーナやさゆりには召使いのように扱われているが、文句は言わないなどM気質。一目惚れしやすい性格だが、恋には発展しない。

### 渋谷警備隊
渋谷 真実 - 矢島舞美（℃-ute）
2年A組の生徒。正義感が強く、校内の安全を守るべく常に手錠を持ち歩いている「渋谷警備隊」リーダー。ミステリー小説や警察モノの本が好きで読書にふけっている。趣味は逮捕。恋愛に対しては奥手である。ニーナに数学バトルで負けてからは行動を共にするようになる。
沙奈が不在の場合は、先代のジャッジとしてバトルを裁く。
宮下 のあ - 工藤遥（モーニング娘。）
学校の秩序を守る「渋谷警備隊」の隊員。
宮益 りおん - 佐藤優樹（モーニング娘。）
学校の秩序を守る「渋谷警備隊」の隊員。
宇田川 りん - 飯窪春菜（モーニング娘。）
学校の秩序を守る「渋谷警備隊」の隊員。
神南 瑠菜 - 石田亜佑美（モーニング娘。）
学校の秩序を守る「渋谷警備隊」の隊員。

### 食いしんガールズ
大久保 冬美 - 須藤茉麻（Berryz工房）
「食いしんガールズ」リーダー。フードファイトがあれば必ず優勝する大食い娘。面倒見が良く、お母さんキャラ。子分からは「おかみさん」と呼ばれている。
赤坂 春 - 譜久村聖（モーニング娘。）
冬美の子分である「食いしんガールズ」の一員。
中野 理子 - 生田衣梨奈（モーニング娘。）
冬美の子分である「食いしんガールズ」の一員。
大塚 メイ - 鈴木香音（モーニング娘。）
冬美の子分である「食いしんガールズ」の一員。

### 風紀委員
青山 彩葉 - 吉川友
生真面目でクールな性格。風紀委員のリーダー。
麻布 未来 - 清水佐紀（Berryz工房）
彩葉に仕える風紀委員の一員。
神宮 貴子 - 徳永千奈美（Berryz工房）
彩葉に仕える風紀委員の一員。

### エリート部隊
町田数学専門高等学校には中等科から進学した生徒のための内部進学特別クラスが存在する。特別クラスは外部入学クラスとは完全に隔絶されており、生徒同士の交流も全くない。校舎には特別クラスと外部入学クラスの境界を示す立ち入り禁止の標識がある。年に一度、特別クラスと外部入学クラスとの間で校舎の領有権を賭けた数学バトルが行われている。特別クラスの中でもトップクラスの成績の三人がエリート部隊としてこの特別クラスを仕切っている。
駒場 聡子 - 中島早貴（℃-ute）
内部進学生でエリート教育を受けている。エリート部隊のリーダー。両親ともに大学教授で兄はハーバード大学に留学中。
三田 智子 - 岡井千聖（℃-ute）
内部進学生でエリート教育を受けている。
四谷 優子 - 萩原舞（℃-ute）
内部進学生でエリート教育を受けている。

### ニーナ派
舞浜 はる - 高木紗友希（当時ハロプロ研修生［現在 Juice=Juice元メンバー］）
1年生。ニーナに憧れており、容姿や言動を真似ている。
八景島 なつ - 吉橋くるみ（ハロプロ研修生）
1年生。ニーナに憧れており、容姿や言動を真似ている。
台場 あき - 田辺奈菜美（ハロプロ研修生）
1年生。ニーナに憧れており、容姿や言動を真似ている。
山下 海 - 福田花音（スマイレージ）
1年生。ニーナに憧れている。毎回メインストーリーとは関係ない部分でスポット出演する。
大倉 陸 - 田村芽実（スマイレージ）
1年生。ニーナに憧れている。毎回メインストーリーとは関係ない部分でスポット出演する。
天現寺 空 - 和田彩花（スマイレージ）
1年生。ニーナに憧れている。毎回メインストーリーとは関係ない部分でスポット出演する。

### デビルシスターズ
巣鴨 明奈 - 保田圭（ドリームモーニング娘。）
15年留年している3年生。デビルシスターズのリーダー。
浅草 聖子 - 飯田圭織（ドリームモーニング娘。）
15年留年している3年生。デビルシスターズの副リーダー。30歳。

### その他

#### 生徒
永田 沙奈 - 鞘師里保（モーニング娘。）
数学バトルの際にジャッジとして登場。クールかつ公平な姿勢でバトルを裁く。
上原 優梨 - 鈴木愛理（℃-ute）
2年A組の生徒。ニーナとさゆりのクラスメイト。ぶりっ子で惚れやすい性格だが恋愛より数学への憧れが強い。一樹に好意を寄せている。ニーナに対して数学バトルを仕掛けるが、敗れてからはニーナの仲間になる。
初台 みな - 佐保明梨（アップアップガールズ（仮））
優梨の恋を応援している。
原宿 ともこ - 嗣永桃子（Berryz工房）
自分が一番可愛いと自負している転校生。キャラが被るさゆりに対決を仕掛ける。Aカップ。実は昔にもさゆりと勝負したことがあり、見事勝利している。
白金 麗子 - 真野恵里菜
超一流企業「白金コーポレーション」の社長令嬢。賄賂で味方を増やしつつ、勝手に校則を変更するわがままな転校生。
目黒 ゆう - 宮本佳林（ハロプロ研修生）
麗子の付き人。

#### 教師
鳥海 渚 - 新垣里沙（モーニング娘。）
私立町田数学専門高等学校に勤務する教師。ニーナの悩みを熱心に聞き、姉探しを応援している。
村木 - 鈴之助
ニーナらが在籍する2年A組の担任教師。
イマワカ - 牧田哲也
教育実習生。真実に一目惚れされる。とんだ覗き野郎。

#### 家族
町田 キーナ - 石川梨華（ドリームモーニング娘。）
ニーナの姉。妹が立派な数学番長になり成長させるため、最後の戦いをニーナに仕掛ける。

## スタッフ
- 脚本：山浦雅大
- 脚本協力：徳尾浩司
- 音楽：牧戸太郎
- 制作協力：スーパービジョン
- チーフプロデューサー：森實陽三
- プロデューサー：植野浩之、難波利昭、八木欣也
- 演出：河合勇人
- 企画制作：日本テレビ
- 制作プロダクション：AX-ON
- 製作著作：「数学♥女子学園」製作委員会（バップ、D.N.ドリームパートナーズ、4cast.co.jp）

## 主題歌
オープニング
モーニング娘。「ピョコピョコ ウルトラ」
エンディング
Buono!「初恋サイダー」

## 放送日程
| 各話                                            | 放送日        | サブタイトル                   | 視聴率 |
| ----------------------------------------------- | ------------- | ------------------------------ | ------ |
| Lesson01                                        | 2012年1月11日 | パンツ見たわね! バトルが勃発   | 1.6%   |
| Lesson02                                        | 2012年1月18日 | 盗難事件? 美女が逮捕しちゃうぞ | 1.7%   |
| Lesson03                                        | 2012年1月25日 | 大食い美女と校内レースバトル!  | 1.0%   |
| Lesson04                                        | 2012年2月01日 | 風紀を乱す者は退学よ!          | 1.3%   |
| Lesson05                                        | 2012年2月08日 | キュートな席替え作戦           | 1.4%   |
| Lesson06                                        | 2012年2月15日 | 美女バトル道重VS嗣永! ハロプロ | 1.6%   |
| Lesson07                                        | 2012年2月22日 | 田中・道重スマイレージ         | 1.5%   |
| Lesson08                                        | 2012年2月29日 | キュートの美女軍団が数学バトル | 1.4%   |
| Lesson09                                        | 2012年3月07日 | 一目ぼれが意外な展開           | 1.7%   |
| Lesson 10                                       | 2012年3月14日 | 転校生はお嬢様!?               | 2.7%   |
| Lesson 11                                       | 2012年3月21日 | 最強の敵が現れた?              | 1.8%   |
| Lesson 12                                       | 2012年3月28日 | 決戦!                          | 2.1%   |
| 平均視聴率:1.7%（ビデオリサーチ調べ・関東地区） |               |                                |        |

## ネット局
| 放送対象地域     | 放送局            | 放送期間                | 放送時間                                                                         | 系列                   | 備考      |
| ---------------- | ----------------- | ----------------------- | -------------------------------------------------------------------------------- | ---------------------- | --------- |
| 関東広域圏       | 日本テレビ（NTV） | 2012年1月11日 - 3月28日 | 水曜日 24:59 - 25:29                                                             | 日本テレビ系列         | 制作局    |
| 福岡県           | 福岡放送（FBS）   | 2012年1月19日 - 4月5日  | 木曜日 25:48 - 26:18                                                             | 日本テレビ系列         | 8日遅れ   |
| 近畿広域圏       | 読売テレビ（ytv） | 2012年1月24日 - 4月17日 | 火曜日 26:28 - 27:00                                                             | 日本テレビ系列         | 20日遅れ  |
| 全国（衛星放送） | 日テレプラス      | 2012年6月26日 - 9月18日 | 火曜日 26:30 - 27:00 リピート放送：木曜日 26:30 - 27:00 翌週火曜日 26:00 - 26:30 | スカパー!、スカパー!e2 | 167日遅れ |

## 関連商品

### DVD
- 数学♥女子学園 DVD-BOX（2012年5月29日、バップ）
  - 商品仕様：価格15,200円（税抜）、DVD 5枚組（本編4枚＋特典1枚）、本編300分（25分×12話）＋特典映像
  - 封入特典：40Pブックレット、町田数専生徒証（ランダム封入）
  - 特典映像：お宝映像満載! メイキング
  - 特典映像：ほとんど未公開! こたつトークの全て（田中れいな、道重さゆみ）
  - 特典映像：YouTube用PR動画の全て（田中れいな、道重さゆみ、矢島舞美）
  - 特典映像：撮りおろしスペシャル企画!「放課後! 数学女子学園」
    - 部活動その1「一言演じまSHOW?」、部活動その2「何の演技か当てまSHOW!」
（田中れいな、道重さゆみ、矢島舞美）
    - 部活動その3「一言演じまSHOW?」、部活動その4「何のことわざか当てまSHOW!」
（鈴木愛理、譜久村聖、生田衣梨奈、鞘師里保、鈴木香音、飯窪春菜、石田亜佑美、佐藤優樹、工藤遥）

  - 特典映像：ざっくりコメンタリー（田中れいな、道重さゆみ、矢島舞美）
- 数学♥女子学園 DVD Vol.1・Vol.2・Vol.3・Vol.4（2012年5月29日、バップ）
  - 商品仕様：価格3,800円（税抜）、DVD 1枚組、本編75分（25分×3話）＋特典映像
  - 封入特典：4Pブックレット、トレカサイズ写真セット（ランダム封入）
  - Vol.1: 本編75分（#1・#2・#3）、オフショット映像集「田中れいなの素＋??の素」
  - Vol.2: 本編75分（#4・#5・#6）、オフショット映像集「道重さゆみの素＋??の素」
  - Vol.3: 本編75分（#7・#8・#9）、オフショット映像集「℃-uteの素＋??の素」
  - Vol.4: 本編75分（#10・#11・#12）、オフショット映像集「Berryz工房の素＋??の素」

### 写真集
- 別冊ハロー!チャンネル 「数学♥女子学園」PHOTO BOOK（2012年3月21日、キッズネット） - ISBN 978-4048954471